# Typhlops comorensis
Typhlops comorensis este o specie de șerpi din genul Typhlops, familia Typhlopidae, descrisă de Boulenger 1889. Conform Catalogue of Life specia Typhlops comorensis nu are subspecii cunoscute.